# Unna Ranesjaure
Unna Ranesjaure är en sjö i Jokkmokks kommun i Lappland och ingår i Råneälvens huvudavrinningsområde. Unna Ranesjaure ligger i Råneälven Natura 2000-område.